# Odontocepheus piramidalis
Odontocepheus piramidalis är en kvalsterart som beskrevs av Sandór Mahunka 1987. Odontocepheus piramidalis ingår i släktet Odontocepheus och familjen Carabodidae. Inga underarter finns listade i Catalogue of Life.